# Denise Goddard
Denise Goddard (Cardiff, Gales; 20 de abril de 1945 – 7 de marzo de 2023) fue una gimnasta artística británica que participó en los Juegos Olímpicos.

## Carrera
Participó en los Juegos Olímpicos de Tokio 1964, donde terminó en el evento del combinado individual en el lugar 71 entre 87 participantes. En la viga de equilibrio finalizó en el lugar 73, en el evento de piso terminó en el lugar 66, en las barras asimétricas en el lugar 76 y en la prueba de salto en el lugar 60.